# لویتسه
لویتسه (به مجاری: Léva) یک شهرک با جمعیت ۳۵٬۹۸۰ نفر که در Levice District، اسلواکی واقع شده‌است.